# パテロス
パテロス（Pateros、正式名称：英語: Municipality of Pateros、タガログ語: Bayan ng Pateros）は、フィリピンのマニラ首都圏に位置する都市である。面積は1.76km2、人口は65,227人（2020年）である。

## 概要
パテロスはアヒルの飼育で知られており、特にフィリピンの珍味であるバロット（孵化直前のアヒルの卵を加熱したゆで卵）の生産で知られている。また、赤い塩味の卵や地元の餅菓子である「イヌタク（inutak）」の生産でも知られている。加えて、「アルフォンブラ（alfombra）」と呼ばれる、絨毯のような布を履いた履物の生産でも知られている。北にパシッグ、西にマカティ、南にタギッグに隣接している。
パテロスはマニラ首都圏で唯一の町（Municipality）であり、人口・面積ともに最小だが、人口密度は1平方キロメートルあたり約37,000人とマニラに次いで2番目に高い。